# 時をかける愛
『時をかける愛』（原題：想見你、英題：Someday or One Day）は、2019年の台湾のテレビドラマ。中視・衛視中文台製作。主演はアリス・クー（柯佳嬿）、グレッグ・ハン（許光漢）、パトリック・シー（施柏宇）。全13話。
台湾のテレビ番組賞「2020年第55回ゴールデン・ベル・アワード（電視金鐘奨）」では、6部門にノミネートされ、ドラマ作品賞のほか、主演女優賞（アリス・クー）、脚本賞、革新的作品賞の4部門を受賞した。
日本版DVDは全26話。テレビ放送は60分版全21話バージョンと30分版全45話バージョンが放送されている。

## あらすじ
2019年の台北。IT企業で働くキャリアウーマンの黄雨萱（ホァン・ユーシュエン／演：アリス・クー）には、大切な恋人、王詮勝（ワン・チュエンション／演：グレッグ・ハン）がいた。しかし、彼は2年前の飛行機事故で行方不明になっていた。詮勝に会いたいと願い続ける雨萱は、ウエブサイト上で彼にそっくりな人物の写真を見つける。そしてその人物の隣には、自分にそっくりな少女と見知らぬ少年の3人が写っていた。雨萱は写真の人物たちを調べようとするが、古い写真であるため何もわからなかった。
その後、詮勝の故郷を訪れた雨萱は、台北に戻る長距離バスの中で不思議な夢を見る。その夢の世界は2019年の台北ではなく、1998年の台南で、その古い写真の人物たちがいた。自分に似た少女は陳韻如（チェン・ユンルー／演：アリス・クー）、王詮勝に似た少年は李子維（リー・ズーウェイ／演：グレッグ・ハン）、見知らぬ少年は莫俊傑（モー・ジュンジエ／演：パトリック・シー）といい、3人とも同じ高校に通う同級生だった。台北に着いて目を覚ました雨萱は、夢で見た情報を調べていくうちに、その内容が事実と一致していることに気づく。さらに思いがけない出来事から雨萱は、1998年の台南にタイムスリップしてしまい、当時発生した傷害事件に関わる。

## キャスト

### 主な出演者
| 役名                                                             | 俳優名                         | 役柄                                                       |
| ---------------------------------------------------------------- | ------------------------------ | ---------------------------------------------------------- |
| 黄雨萱（ホァン・ユーシュエン） 陳韻如（チェン・ユンルー）        | アリス・クー（柯佳嬿）         | #あらすじ参照                                              |
| 王詮勝（ワン・チュエンション） 李子維（リー・ズーウェイ）        | グレッグ・ハン（許光漢）       | #あらすじ参照                                              |
| 莫俊傑（モー・ジュンジエ）                                       | パトリック・シー（施柏宇）     | #あらすじ参照                                              |
| 謝芝斉（シエ・ジーチー） 謝宗儒（シエ・ゾンルー）                | ヤン・ユーリー（顔毓麟）       | （黄雨萱の心理カウンセラー） （李子維らの同級生）          |
| 呉文磊（ウー・ウェンレイ）                                       | 張翰（チャン・ハン）           | （陳韻如の叔父）                                           |
| 呉瑛嬋（ウー・インチャン）                                       | 厳藝文（イェン・イーウェン）   | （陳韻如の母）                                             |
| 陳思源（チェン・スーユエン）                                     | 林鶴軒（リン・ハーシュエン）   | （陳韻如の弟）                                             |
| 昆布（コンブ）（本名:林曉蓉）                                    | 大文（ダーウェン）             | （黄雨萱の学生時代からの親友。会社の同僚）                 |
| 陳放蕩（チェン・ホウトウ） （本名:陳財裕（チェン・ツァイユー）） | 大飛（ダーフェイ）             | （王詮勝の学生時代からの友人。デザイン事務所の共同経営者） |
| 阿脫（アトゥオ）                                                 | 章廣辰（チャン・グァンチェン） | （黄雨萱の同僚）                                           |
| 小黛（シャオタイ）                                               | 林子珊（リン・ズーシャン）     | （黄雨萱の同僚）                                           |
| 毛毛（マオマオ）                                                 | 梁子淇                         | （黄雨萱の学生時代の友人）                                 |
| 黄雨萱（幼年時代）                                               | 鄭又菲                         |                                                            |
| 李子維（幼年時代）                                               | 胡千禾                         |                                                            |
| 莫俊傑（幼年時代）                                               | 何承蔚                         |                                                            |
| 謝芝斉（幼年時代）                                               | 曾華暄                         |                                                            |

### その他の出演者
| 役名                     | 俳優名  | 役柄                                           |
| ------------------------ | ------- | ---------------------------------------------- |
| 娜（ナー）先輩           | 張家慧  | （黄雨萱の先輩同僚）                           |
| Sunny（サニー）先生      | 曾之喬  | （動物霊媒師）                                 |
| Vicky（ビッキー）        | 簡廷芮  | （謎の女性）                                   |
| 顔力正                   | 邱勝翊  | （黄雨萱の同僚）                               |
| 教官                     | 徐詣帆  | （鳳南高校の生活指導教官）                     |
| 蔡雯柔                   | 梁洳瑄  | （陳韻如の高校のクラスメート）                 |
| 張奇恩                   | 楊翹碩  | （陳韻如の高校のクラスメート）                 |
| 澟月（リンユエ）         | 阿翰    | （黄雨萱の同僚。開発部所属の天才プログラマー） |
| 莫ばあさん               | 馬惠珍  | （莫俊傑の祖母。かき氷店経営）                 |
| 阿南                     | Any安偉 | （コーヒーショップの店員）                     |
| 楊碧雲                   | 朱芷瑩  | （台南警察署の捜査係長）                       |
| 阿哲                     | 連晨翔  | （王詮勝の高校の同級生）                       |
| 杜斉閔（ドー・チーミン） | 黄鴻升  | （黄雨萱の大学時代の先輩）                     |

## スタッフ
監督
ホァン・ティエンレン（黄天仁）
脚本
ジェン・チーフォン（簡奇峰）、 リン・シンホイ（林欣慧） 
プロデューサー
チェン・ジーハン（陳芷涵）、 マー・イーティン（麻怡婷）

## 主題歌
- オープニング曲「Someday or One Day」　歌／孫盛希[1]
- エンディング曲「想見你想見你想見你 Miss You 3000」　歌／八三夭 831[2]
- 挿入歌「LAST DANCE」　歌／ウーバイ（伍佰）[3]

## 受賞歴
| 年     | 賞                                          | 部門                             | 対象者／作品                 | 結果       |       |
| 2020年 | 第55回ゴールデン・ベル・アワード            | ドラマ番組賞                     | ドラマ番組賞                 | 受賞       | [ 4 ] |
| 2020年 | 第55回ゴールデン・ベル・アワード            | ドラマ部門主演男優賞             | グレッグ・ハン（許光漢）     | ノミネート | [ 4 ] |
| 2020年 | 第55回ゴールデン・ベル・アワード            | ドラマ部門主演女優賞             | アリス・クー（柯佳嬿）       | 受賞       | [ 4 ] |
| 2020年 | 第55回ゴールデン・ベル・アワード            | ドラマ部門脚本賞                 | 簡奇峯、林欣慧               | 受賞       | [ 4 ] |
| 2020年 | 第55回ゴールデン・ベル・アワード            | ドラマ部門監督賞                 | 黄天仁                       | ノミネート | [ 4 ] |
| 2020年 | 第55回ゴールデン・ベル・アワード            | ドラマ部門革新的作品賞           | ドラマ部門革新的作品賞       | 受賞       | [ 4 ] |
| 2020年 | 釜山国際映画祭 アジア・コンテンツ・アワード | 最優秀作品賞                     | 最優秀作品賞                 | ノミネート | [ 5 ] |
| 2020年 | 釜山国際映画祭 アジア・コンテンツ・アワード | 最優秀アジアドラマ賞             | 最優秀アジアドラマ賞         | ノミネート | [ 5 ] |
| 2020年 | アジア映画・芸術クリエイティブアワード      | 最優秀オリジナル脚本賞           | 簡奇峯、林欣慧               | ノミネート | [ 6 ] |
| 2021年 | アジアテレビ大賞                            | 最優秀オリジナル脚本賞           | 簡奇峯、林欣慧               | ノミネート | [ 7 ] |
| 2021年 | アジアテレビ大賞                            | 最優秀監督賞（フィクション部門） | 黄天仁                       | ノミネート | [ 7 ] |
| 2021年 | アジアテレビ大賞                            | 最優秀主題歌賞                   | 孫盛希〈Someday or One Day〉 | 受賞       | [ 7 ] |
| 2021年 | 2020年度YAHOO!検索人気大賞                  | 台湾人気ドラマ大賞               | 台湾人気ドラマ大賞           | 受賞       | [ 8 ] |
| 2021年 | 2020年度YAHOO!検索人気大賞                  | 台湾人気ドラマ主題歌賞           | 八三夭〈想見你想見你想見你〉 | 受賞       | [ 8 ] |

## 最終回映像流出事件
台湾での最終回の放送日（2020年2月16日）を直前に控えた2月10日、最終回のエンディングがインターネット上に流出していたことが判明した。 その翌日、製作スタッフは公式声明を発表し、流出したエンディングは最終版ではないとし、視聴者には視聴しないこと、海賊版リンクを配布しないことなどを呼びかけるともに、ドラマの公式SNSに特典映像「もう一つのエンディング」を最終回の放映終了直後にアップした。
また、さらなるファンサービスとして最終回放映の翌日に、このドラマの主題曲を歌った孫盛希と八三夭がオープニング曲とエンディング曲をクロスオーバーさせたミュージックビデオを発表している。

## 撮影エピソードなど
- 1998年の舞台となるレコード店は、台南市にある中国茶器店「小半樓」[11]を改装して撮影された。カセットテープを陳列している棚などに茶器店の名残が見られる。また、2019年の舞台となるコーヒーショップは、台北市内にあるコーヒーショップ「好物咖啡（グッディーズ・カフェ）」[12][13]で撮影された。
- 1998年台南のシーンでは、陳韻如（チェン・ユンルー）は鳳南高校の3年8組、李子維（リー・ズーウェイ）と莫俊傑（モー・ジュンジエ） の2人は3年2組に在学している。しかし、当初の脚本ではこのクラス設定が逆になっていた。これは高校のシーンの撮影開始時にスタッフがクラスを間違えて撮影を開始してしまったため、その後のシーンではそれに合わせて所属を逆にして撮影を続けた[14]。
- 傷害事件の現場で発見された補聴器について、そこに落ちていた理由を説明するエピソードが欠落しており、詳細は最後まで不明のままである。
- 刑務所慰問の帰りに李子維（リー・ズーウェイ）が車に乗り込むシーン（DVD第14話「あの話は本当だった」）では、ヘッドホンをしてからシートベルトをしている（ヘッドホンケーブルがシートベルトの下になっている）。しかし車を発進させた後は、シートベルトをしてからヘッドホンをしている（ヘッドホンケーブルがシートベルトの上）という撮影（編集）ミスがある。
- 黄雨萱と昆布、毛毛の3人が大学の食堂で食事を取ろうとするとき（DVD第18話「今日の日を覚えていて」）では、毛毛が日本語で「いただきまーす」というシーンがある。またこの時の食事中に、王詮勝（ワン・チュエンション）がミスキャンパスの林孟潔（リン・モンジエ）という女性からの告白を断った話が出る。この林孟潔という人物は実在の人物で、このドラマの企画総括を担当したプロデューサーである（脚本上のお遊びである）。

## 書籍化
- 2020年02月1日、台湾のTW水霊文創からドラマ脚本のノベライゼーション(三鳳製作、林欣慧、簡奇峯の共著)が刊行された。
- 2022年6月30日、上記の邦訳書(吉田庸子訳)が株式会社KADOKAWAから刊行された。[15]

## 映画版
2022年12月30日に台湾でテレビドラマと同じ出演者とスタッフによって製作された『劇場版 時をかける愛』が公開された。映画はテレビドラマの続編となっており、2009年から2017年が舞台である。日本では2025年9月に公開予定。

## リメイクドラマ
2023年9月に韓国でのリメイク版ドラマ『いつかの君に』（英題：A Time Called You）が公開された。チョン・ヨビン、アン・ヒョソプ、カン・フンらが出演している。